# Oblężenie Gamali
Oblężenie Gamali – oblężenie, które miało miejsce w czasie wojny żydowskiej (66–73) w roku 68 n.e.
W roku 68 n.e. po zdobyciu Tarychei Wespazjan postanowił zdobyć Gamalę, gęsto zabudowana twierdzę żydowską, położoną na stoku wysokiej góry na wschód od Jeziora Tyberiadzkiego. Miasto od 7 miesięcy było oblężone przez ludzi Agryppy, a jego obrońcy skutecznie odpierali wszystkie ataki. Dostęp do miasta możliwy był tylko z jednej strony, tu jednak obrońcy wykopali głęboką fosę. Dowódcą miasta był niejaki Józef (brak danych o jego rodowodzie), który pokrył miasto siecią podziemnych chodników.
Po przybyciu w rejon miasta Rzymianie przystąpili do regularnego oblężenia, budując wały i przygotowując machiny oblężnicze. Po zburzeniu części murów taranami Wespazjan dał rozkaz do szturmu. Legioniści wtargnęli do miasta przez wyłomy w murze, spychając obrońców w gęstszą zabudowę. Powstańcy wykonali jednak silny kontratak, wypierając Rzymian i zabijając wielu z nich w zatłoczonych wąskich uliczkach. Wielu żołnierzy Wespazjana straciło życie, spadając z dachów budynków położonych jeden na drugim. Budowle te nie wytrzymywały obciążenia chroniących się na nich ludzi i waliły się, grzebiąc pod sobą Rzymian. Pod koniec dnia Rzymianie wycofali się z miasta, ponosząc wysokie straty.
Wespazjan szybko otrząsnął się z poczucia porażki, nakazując swoim ludziom wzmocnić blokadę. Równocześnie wysłał oddział, który obległ i zmusił do kapitulacji oddział powstańczy na górze Tabor.

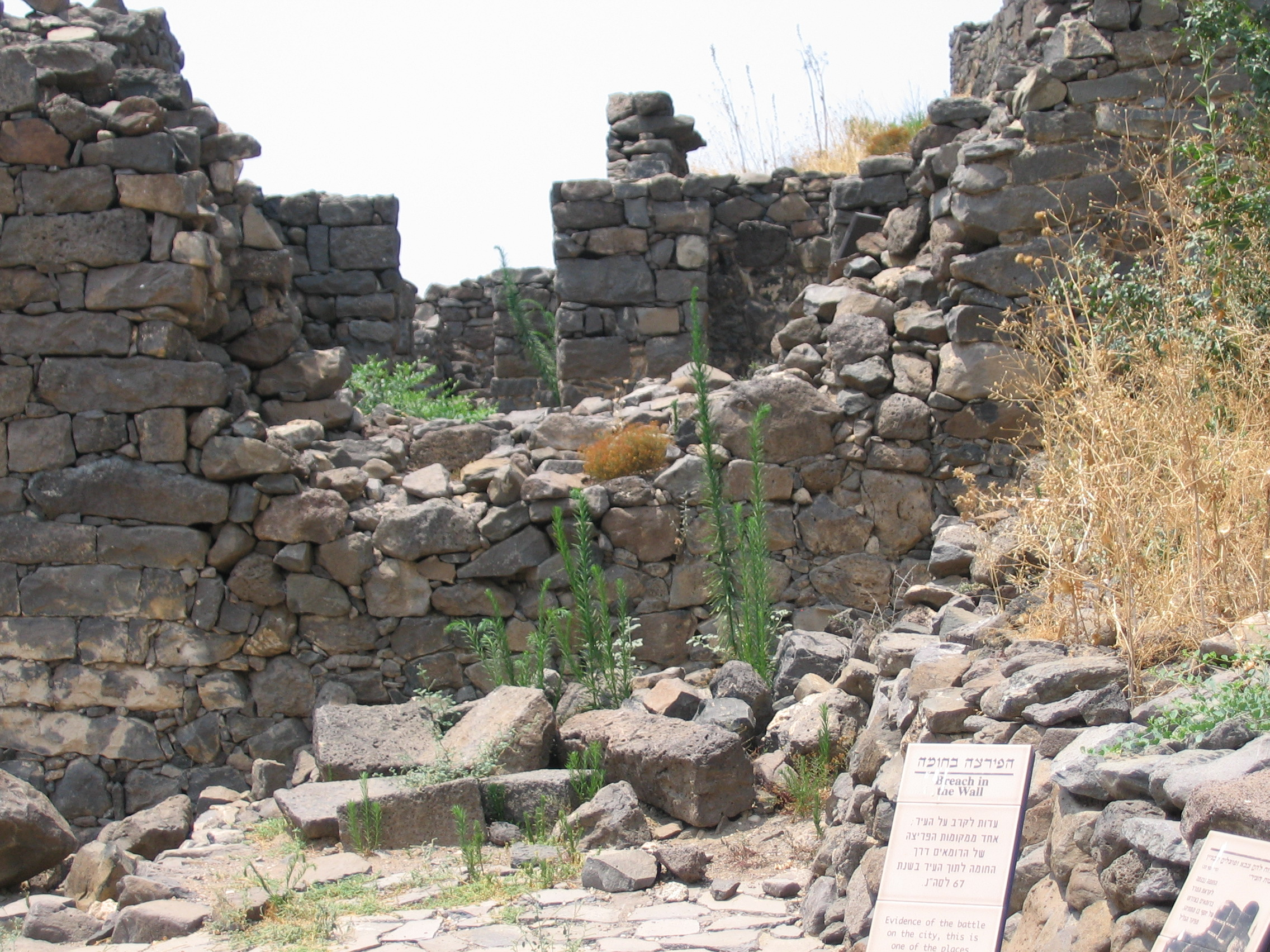
Wyłom w murach Gamali

Z każdym dniem liczba obrońców miasta zmniejszała się. W trakcie próby przebicia się przez pozycje rzymskie zginął dowódca powstańców, Józef. Decydującego szturmu dokonał syn Wespazjana, Tytus, którego żołnierze po wdarciu się wczesnym rankiem do miasta i zlikwidowaniu strażników, rozpoczęli rzeź zaskoczonych obrońców. W ślad za siłami Tytusa do Gamali wkroczyły główne siły, które zajęły miasto. W rozpaczliwej walce śmierć poniosło wielu mieszkańców, inni ginęli, rzucając się w przepaść. Do niewoli dostały się zaledwie dwie kobiety, które przeżyły ten szturm. Straty powstańców to 4000 zabitych w walce i ponad 5000 ludzi, którzy skoczyli w przepaść.